# Cocky & Confident
Cocky & Confident è l'ottavo album in studio del rapper statunitense Juvenile, pubblicato nel 2009.

## Tracce
1. Cocky & Confident – 2:50
2. Gotta Get It – 4:05
3. Back Back – 4:01
4. We Be Getting Money (featuring Shawty Lo, Dorrough & Kango Slim) – 4:48
5. My Money Don't Fold (featuring T Money & Kango Slim) – 4:36
6. Feeling Right (featuring B.G., Cape & Kango Slim) – 3:52
7. Top of the Line – 4:11
8. Make U Feel Alright (featuring Kango Slim & Jay da Menace) – 4:02
9. It's All Hood – 3:41
10. New Orleans Stunna (featuring Rawsmoov) – 3:23
11. All Over You (featuring Kango Slim) – 3:02
12. You Can't Stop Me (featuring Partners-N-Crime & Youngin') – 3:43
13. Break It Down (featuring Q Corvette) – 3:36
14. I'm Out Chere (featuring Rico Love) – 3:55
15. I'm Shining – 3:38
16. I Say (featuring Youngin') – 3:44
17. Everything (featuring Bobby Valentino) – 4:07
18. Hands On You (featuring Pleasure P) – 3:33
19. Listen (featuring Q Corvette) – 3:49